# Spirochaetaceae
Famille
Les Spirochaetaceae sont une famille de bactéries hélicoïdales à Gram négatif de l'ordre des Spirochaetales. Son nom provient de Spirochaeta qui est le genre type de cette famille.

## Liste de genres

### Genres validement publiés
Selon la LPSN (1er décembre 2022) :
- Alkalispirochaeta Sravanthi et al. 2016
- Bullifex Wylensek et al. 2021
- Clevelandina Bermudes et al. 1988
- Diplocalyx (ex Gharagozlou 1968) Bermudes et al. 1988
- Hollandina (ex To et al. 1978) Bermudes et al. 1988
- Marispirochaeta Shivani et al. 2017
- Oceanispirochaeta Subhash & Lee 2017
- Pillotina (ex Hollande & Gharagozlou 1967) Bermudes et al. 1988
- Salinispira Ben Hania et al. 2015
- Sediminispirochaeta Shivani et al. 2016
- Spirochaeta Ehrenberg 1835 – genre type
- Thiospirochaeta Dubinina et al. 2020

### Genres en attente de publication valide
Selon la LPSN (1er décembre 2022) les genres suivants sont en attente de publication valide (Ca. signifie Candidatus) :
- « Ca. Allospironema » corrig. Paster & Dewhirst 2000
- « Canaleparolina » Wier et al. 2000
- « Entomospira » Grana-Miraglia et al. 2020
- « Mobilifilum » Margulis et al. 1990